# Ehrharta eburnea
Ehrharta eburnea là một loài thực vật có hoa trong họ Hòa thảo. Loài này được Gibbs Russ. mô tả khoa học đầu tiên năm 1984.